# 馬里伯勒 (維多利亞州)
馬里伯勒（/ˈmɛəribərə/）乃維多利亞州的一個小鎮，位於柏拉瑞特之北80（50英里）處、府城墨爾本之西北168（104英里）位置。

## 沿革
起初馬里伯勒亦同州內其他城鎮，應淘金熱潮而生。1918年，鎮上最後一個金礦開採處亦關閉後，於1924年始轉型發展羊毛業。1961年馬里伯勒升格為「市」；根據2006年人口統計資料，本市居民有7,365人。